# Kościół św. Katarzyny Aleksandryjskiej w Piotrowicach
Kościół św. Katarzyny Panny i Męczennicy – gotycka świątynia katolicka w Piotrowicach.

## Historia

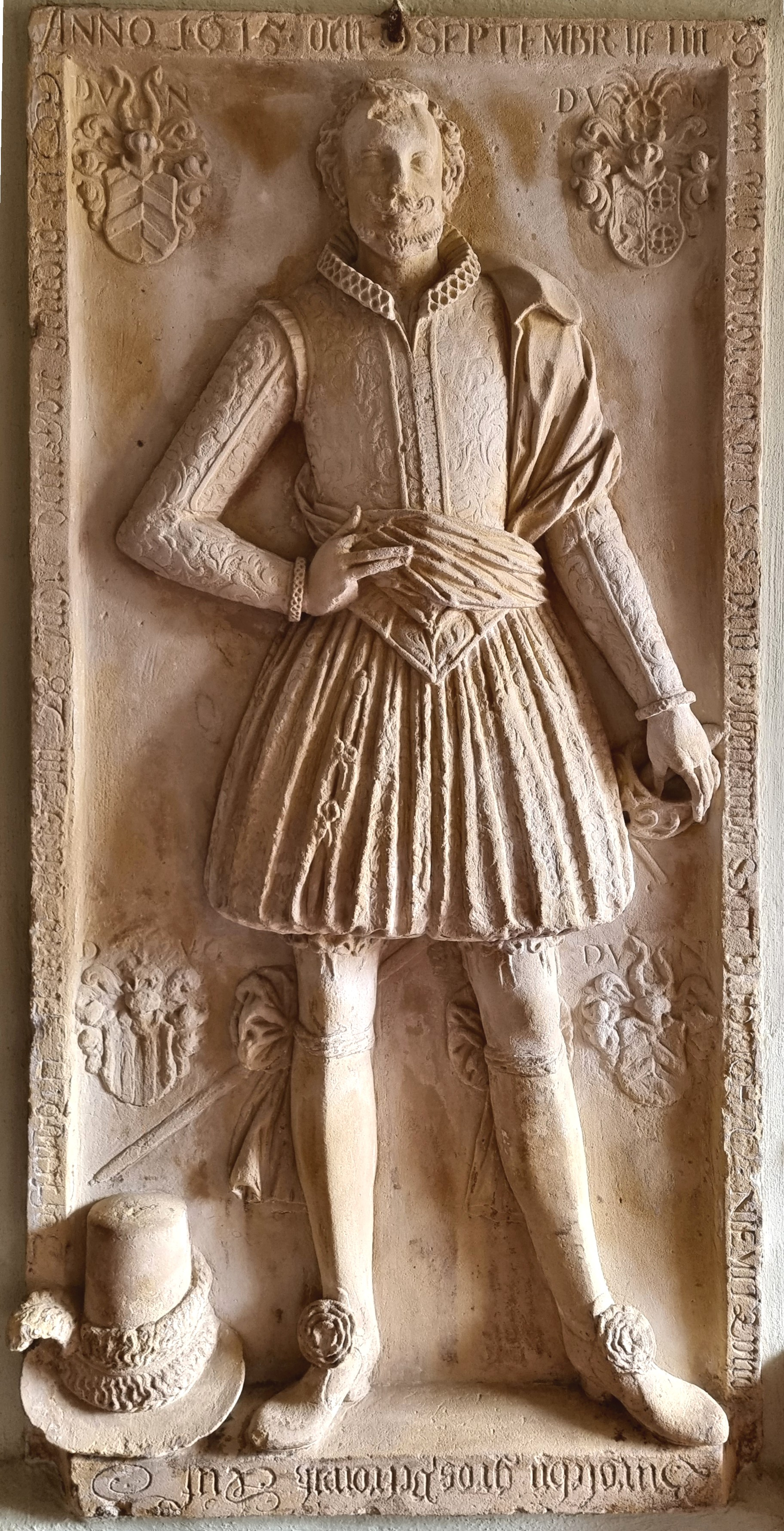
Epitafium Friedricha von Niemitz, zmarłego 8 września 1615 roku w wieku 28 lat

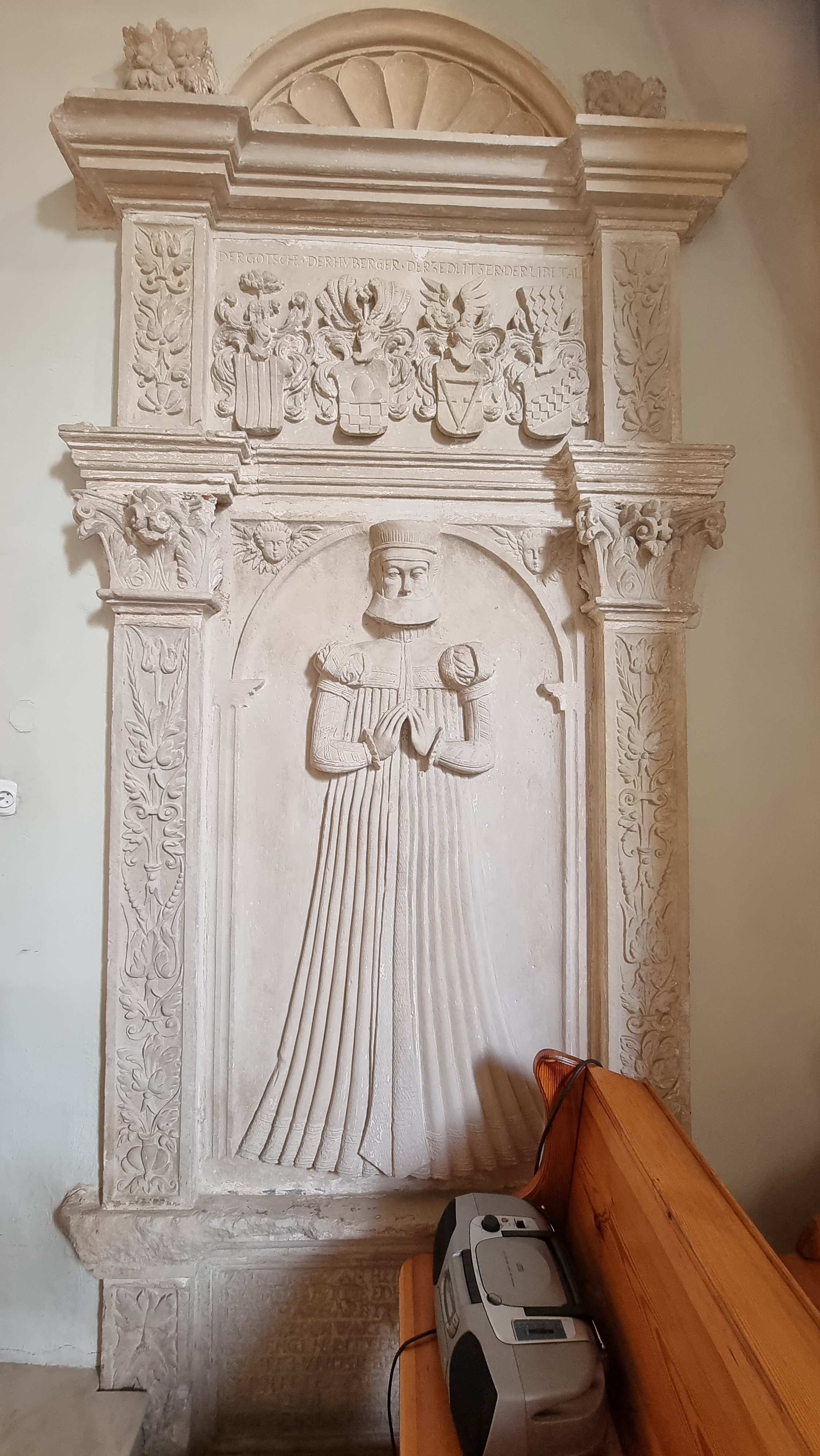
Epitafium Margarety von Niemitz z domu von Gotsch von der Schwarzbach, zmarłej w 1567 r.

O istnieniu kościoła w Piotrowicach w 1298 roku wnosi się w związku ze świadkowaniem w dokumencie z tego roku proboszcza Benedykta. Obecny budynek świątynny został wzniesiony najwcześniej w drugiej połowie XV wieku. Patronat nad kościołem przysługiwał pod koniec XIX w. hrabiom Limburg-Stirum. W 1753 roku został przebudowany; wnętrza świątyni otrzymały barokowy wystrój w pierwszej połowie XVII wieku. Kolejne przebudowy miały miejsce w 1860 roku, a także w roku 1937, 1969, 1972 i po 2008 roku, kiedy to w wyniku źle prowadzonego remontu bez zgody konserwatora zabytków zniszczono barokową polichromię znajdującą się na sklepieniu prezbiterium.

## Opis architektoniczny
Kościół jest orientowany, jednonawowy, w części zachodniej znajduje się wieża. Prezbiterium na planie ośmioboku zamknięte jest z trzech stron, przyparte przyporami i nakryte sklepieniem krzyżowo-żebrowym charakterystycznym dla okresu późnośredniowiecznego. W 1753 roku sklepienie zostało ozdobione barokową polichromią. Okna świątyni były dwuczęściowe zakończone maswerkami.
W 1937 roku świątynia została gruntownie wyremontowana. Wówczas spod tynku ścian wewnętrznych wydobyto epitafia z XVI wieku. Obecnie jest to dziewięć nagrobków figuralnych należących do rodzin Niemitzów i Seidlitzów (Silbitzów) datowanych na lata 1567–1610. Najstarszy z nich poświęcony jest Konradowi von Nimitz zmarłemu w 1563 roku oraz jego żonie Margarecie z domu Gotsch von der Schwartzbach (Schaffgotsch), zmarłej w 1567 roku. Ich epitafium zostało ustawione przy ścianie prezbiterium. Początkowo epitafia miały oryginalne obramienia z pilastrów zakończone belkowaniem z bogato zdobionym fryzem herbowym oraz akroterionami. Wypełnienia pilastrów wczesnorenesansowymi liśćmi należały do najnowszych rozwiązań w ówczesnym okresie.
Pozostałe epitafia należą do kolejnych członków rodziny i znajdują się wewnątrz kościoła. Wśród nich znajdują się m.in.
- epitafium niemowlaka, syna Christopha von Nimitza, zmarłego w 1594 roku;
- epitafium Christopha von Nimitza, zmarłego 22 sierpnia 1595 roku w wieku 7 lat, 19 tygodni i 2 dni, syna Christopha von Nimitza;
- epitafium syna Christopha von Nimitza, zmarłego w 1595 roku;
- epitafium Anny von Niemitz zd. von Seidlitz, zmarłej w 1610 roku;
- epitafium Friedricha von Niemitza, zmarłego 8 września 1615 roku w wieku 28 lat;
- epitafium George’a von Seidlitza z Szymanowic, zmarłego w maju 1607 roku w wieku 38 lat;
- epitafium Cunradta von Niemitza, zmarłego w 1656 roku;
- epitafium Davida Zuckmantela, z 1708 roku

We wnętrzu kościoła zachowały się również późnogotyckie sakramentarium przyścienne oraz renesansowa chrzcielnica z 1616 roku.
W zachodniej części kościoła znajduje się pomnik poświęcony ofiarom hitlerowskiego obozu pracy, którzy zostali zamordowani w Piotrowicach w 1945 roku.